# (15198) 1940 GJ
(15198) 1940 GJ est un astéroïde de la ceinture principale de 4,255 km de diamètre découvert en 1940.

## Description
(15198) 1940 GJ a été découvert le 5 avril 1940 à l'observatoire de Tuorla, géré par le département d'astronomie de l'université de Turku, située au sud-ouest de la Finlande, par Liisi Oterma.

### Caractéristiques orbitales
L'orbite de cet astéroïde est caractérisée par un demi-grand axe de 2,33 UA, un périhélie de 1,80 UA, une excentricité de 0,23 et une inclinaison de 24,99° par rapport à l'écliptique. Du fait de ces caractéristiques, à savoir un demi-grand axe compris entre 2 et 3,2 UA et un périhélie supérieur à 1,666 UA, il est classé, selon la JPL Small-Body Database, comme objet de la ceinture principale.

### Caractéristiques physiques
(15198) 1940 GJ a une magnitude absolue (H) de 13,6 et un albédo estimé à 0,426, ce qui permet de calculer un diamètre de 4,255 km. Ces résultats ont été obtenus grâce aux observations du Wide-Field Infrared Survey Explorer (WISE), un télescope spatial américain mis en orbite en 2009 et observant l'ensemble du ciel dans l'infrarouge, et publiés en 2011 dans un article présentant les premiers résultats concernant les astéroïdes de la ceinture principale.